# Liste der Bodendenkmäler in Windsbach
Auf dieser Seite sind die Bodendenkmäler in der mittelfränkischen Stadt Windsbach zusammengestellt. Diese Tabelle ist eine Teilliste der Liste der Bodendenkmäler in Bayern. Grundlage ist die Bayerische Denkmalliste, die auf Basis des Bayerischen Denkmalschutzgesetzes vom 1. Oktober 1973 erstmals erstellt wurde und seither durch das Bayerische Landesamt für Denkmalpflege geführt wird. Die folgenden Angaben ersetzen nicht die rechtsverbindliche Auskunft der Denkmalschutzbehörde.

## Bodendenkmäler in Windsbach

### Bodendenkmäler in der Gemarkung Bertholdsdorf
| Lage                     | Objekt | Akten-Nr.     | Bild |
| ------------------------ | --- | ------------- | ---- |
| Bertholdsdorf (Standort) | Frühmittelalterliches Gräberfeld. | D-5-6631-0058 |      |
| Bertholdsdorf (Standort) | Grabenwerk vor- und frühgeschichtlicher Zeitstellung oder des Mittelalters/frühe Neuzeit.                                                                      | D-5-6631-0060 |      |
| Bertholdsdorf (Standort) | Mittelalterliche und frühneuzeitliche Befunde im Bereich der evangelisch-lutherischen Pfarrkirche St. Georg, Friedhof des Mittelalters und der frühen Neuzeit. | D-5-6731-0066 |      |
| Bertholdsdorf (Standort) | Mittelalterlicher Burgstall. | D-5-6731-0068 |      |
| Bertholdsdorf (Standort) | Siedlung der Steinzeiten, Siedlung vorgeschichtlicher Zeitstellung.                                                                                            | D-5-6731-0090 |      |

### Bodendenkmäler in der Gemarkung Elpersdorf bei Windsbach
| Lage                                | Objekt                                           | Akten-Nr.     | Bild |
| ----------------------------------- | ------------------------------------------------ | ------------- | ---- |
| Elpersdorf bei Windsbach (Standort) | Grabhügel vorgeschichtlicher Zeitstellung.       | D-5-6730-0129 |      |
| Elpersdorf bei Windsbach (Standort) | Grabhügel vorgeschichtlicher Zeitstellung.       | D-5-6730-0133 |      |
| Elpersdorf bei Windsbach (Standort) | Siedlung vorgeschichtlicher Zeitstellung.        | D-5-6730-0142 |      |
| Elpersdorf bei Windsbach (Standort) | Siedlung der Urnenfelderzeit und der Latènezeit. | D-5-6731-0076 |      |

### Bodendenkmäler in der Gemarkung Hergersbach
| Lage                   | Objekt                                                                                             | Akten-Nr.     | Bild |
| ---------------------- | -------------------------------------------------------------------------------------------------- | ------------- | ---- |
| Hergersbach (Standort) | Abgegangene mittelalterliche St.-Otto-Kirche.                                                      | D-5-6731-0063 |      |
| Hergersbach (Standort) | Bestattungsplatz mit Brandgräbern der Urnenfelderzeit sowie Reihengräbern des frühen Mittelalters. | D-5-6731-0064 |      |

### Bodendenkmäler in der Gemarkung Ismannsdorf
| Lage                             | Objekt                                     | Akten-Nr.     | Bild |
| -------------------------------- | ------------------------------------------ | ------------- | ---- |
| Ismannsdorf (Standort)           | Grabhügel vorgeschichtlicher Zeitstellung. | D-5-6730-0131 |      |
| Ismannsdorf Windsbach (Standort) | Burgstall des Mittelalters.                | D-5-6730-0222 |      |

### Bodendenkmäler in der Gemarkung Retzendorf
| Lage                  | Objekt                                                                      | Akten-Nr.     | Bild |
| --------------------- | --------------------------------------------------------------------------- | ------------- | ---- |
| Retzendorf (Standort) | Siedlung der Steinzeiten, der Bronzezeit und der Urnenfelderzeit.           | D-5-6731-0050 |      |
| Retzendorf (Standort) | Wallanlage vor- und frühgeschichtlicher Zeitstellung oder des Mittelalters. | D-5-6731-0061 |      |
| Retzendorf (Standort) | Grabhügel vorgeschichtlicher Zeitstellung.                                  | D-5-6731-0072 |      |
| Retzendorf (Standort) | Grabhügel vorgeschichtlicher Zeitstellung.                                  | D-5-6731-0074 |      |
| Retzendorf (Standort) | Grabhügel vorgeschichtlicher Zeitstellung.                                  | D-5-6731-0075 |      |
| Retzendorf (Standort) | Grabhügel vorgeschichtlicher Zeitstellung.                                  | D-5-6731-0091 |      |
| Retzendorf (Standort) | Grabhügel vorgeschichtlicher Zeitstellung.                                  | D-5-6731-0092 |      |

### Bodendenkmäler in der Gemarkung Sauernheim
| Lage                  | Objekt                                     | Akten-Nr.     | Bild |
| --------------------- | ------------------------------------------ | ------------- | ---- |
| Sauernheim (Standort) | Grabhügel vorgeschichtlicher Zeitstellung. | D-5-6730-0139 |      |
| Sauernheim (Standort) | Grabhügel der Urnenfelderzeit.             | D-5-6730-0141 |      |

### Bodendenkmäler in der Gemarkung Untereschenbach
| Lage                       | Objekt | Akten-Nr.     | Bild |
| -------------------------- | --- | ------------- | ---- |
| Untereschenbach (Standort) | Siedlung der Steinzeiten, Siedlung der Urnenfelderzeit.                                                    | D-5-6731-0054 |      |
| Untereschenbach (Standort) | Siedlung der Urnenfelderzeit.                                                                              | D-5-6731-0055 |      |
| Untereschenbach (Standort) | Mittelalterliche und frühneuzeitliche Befunde im Bereich der evangelisch-lutherischen Kirche St. Nikolaus. | D-5-6731-0105 |      |

### Bodendenkmäler in der Gemarkung Veitsaurach
| Lage                   | Objekt | Akten-Nr.     | Bild           |
| ---------------------- | --- | ------------- | -------------- |
| Veitsaurach (Standort) | Mittelalterlicher Burgstall. | D-5-6731-0049 | weitere Bilder |
| Veitsaurach (Standort) | Siedlung vor- und frühgeschichtlicher Zeitstellung.                                                                                                | D-5-6731-0080 |                |
| Veitsaurach (Standort) | Siedlung der Steinzeiten. | D-5-6731-0089 |                |
| Veitsaurach (Standort) | Grabhügel vorgeschichtlicher Zeitstellung. | D-5-6731-0093 |                |
| Veitsaurach (Standort) | Mittelalterliche und frühneuzeitliche Befunde im Bereich der katholischen Pfarrkirche St. Vitus, Friedhof des Mittelalters und der frühen Neuzeit. | D-5-6731-0107 |                |

### Bodendenkmäler in der Gemarkung Wernsbach
| Lage                 | Objekt                                                                                                | Akten-Nr.     | Bild |
| -------------------- | --- | ------------- | ---- |
| Wernsbach (Standort) | Freilandstation des Mesolithikums, Siedlung des Neolithikums, der Urnenfelderzeit und der Latènezeit. | D-5-6730-0113 |      |
| Wernsbach (Standort) | Freilandstation des Mesolithikums, Siedlung des Neolithikums.                                         | D-5-6730-0119 |      |
| Wernsbach (Standort) | Siedlung vorgeschichtlicher Zeitstellung.                                                             | D-5-6730-0123 |      |
| Wernsbach (Standort) | Siedlung vorgeschichtlicher Zeitstellung.                                                             | D-5-6730-0202 |      |

### Bodendenkmäler in der Gemarkung Windsbach
| Lage                 | Objekt | Akten-Nr.     | Bild |
| -------------------- | --- | ------------- | ---- |
| Windsbach (Standort) | Mittelalterliche und frühneuzeitliche Befunde im Bereich der evangelisch-lutherischen Stadtpfarrkirche St. Margaretha, Friedhof des Mittelalters und der frühen Neuzeit. | D-5-6730-0117 |      |
| Windsbach (Standort) | Depotfund der späten Bronzezeit sowie Siedlung vorgeschichtlicher Zeitstellung.                                                                                          | D-5-6730-0164 |      |
| Windsbach (Standort) | Mittelalterliche und frühneuzeitliche Befunde im Bereich der Altstadt von Windsbach.                                                                                     | D-5-6730-0203 |      |
| Windsbach (Standort) | Mittelalterliche Stadtbefestigung von Windsbach. | D-5-6730-0204 |      |
| Windsbach (Standort) | Mittelalterliche und frühneuzeitliche Befunde im Bereich der ehemaligen Burg.                                                                                            | D-5-6730-0208 |      |
| Windsbach (Standort) | Archäologische Befunde im Bereich der frühneuzeitlichen ehemaligen Synagoge von Windsbach.                                                                               | D-5-6730-0209 |      |
| Windsbach (Standort) | Mittelalterliche und frühneuzeitliche Befunde im Bereich der Evangelisch-Lutherischen Gottesruhkapelle St. Stephan.                                                      | D-5-6730-0210 |      |
| Windsbach (Standort) | Siedlung der Eisenzeit. | D-5-6731-0048 |      |

### Bodendenkmäler in der Gemarkung Winkelhaid
| Lage                  | Objekt                                                     | Akten-Nr.     | Bild |
| --------------------- | ---------------------------------------------------------- | ------------- | ---- |
| Winkelhaid (Standort) | Abgegangene mittelalterliche und frühneuzeitliche Kapelle. | D-5-6731-0109 |      |